# Czarnołoźce
Czarnołoźce (ukr. Чорнолізці, Czornolizci) – wieś na Ukrainie w rejonie tyśmienickim obwodu iwanofrankiwskiego. 
W II Rzeczypospolitej wieś w powiecie tłumackim województwa stanisławowskiego.
W latach 1944–1945 nacjonaliści ukraińscy z OUN-UPA zamordowali tutaj 11 Polaków.
Właścicielem miejscowych dóbr był Eustachy Rylski. W Czarnołoźcach urodził się Stanisław Domański.

## Dwór
- Dwór, mały drewniany, wybudowany w XVIII wieku.